# وانت (اکلاهما)
وانت(به انگلیسی: Wanette) شهری در ایالت اکلاهما کشور ایالات متحده آمریکا است که جمعیت آن در سرشماری سال ۲۰۱۰ میلادی، ۳۵۰ نفر بوده‌است.